# Air Mikisew
Air Mikisew — канадська авіакомпанія місцевого значення, що виконує регулярні пасажирські перевезення з району населених пунктів Форт Мак-Мюррей і Форт-Чіпуян, провінція Альберта. Штаб-квартира перевізника знаходиться в Форт Мак-Мюрреї, основні транзитні вузли — в аеропортах Форт Мак-Мюррей і Форт-Чіпуяна.
У 2005 році Air Mikisew була визнана кращою бізнес-компанією Форт Мак-Мюррей.
Авіакомпанія Air Mikisew була утворена в 1961 році під початковою назвою Contact Air. У 1995 році була придбана громадою «Майкісью-крі» індіанського народу крі і змінила назву на існуюче в даний час. Станом на березень 2007 року в авіакомпанії працювало 63 працівника.

## Маршрутна мережа
Air Mikisew працює на регулярних маршрутах між аеропортами Форт Мак-Мюррей, Форт-Чіпуяна і Едмонтона. Авіакомпанія забезпечує роботу аеромобільної швидкої допомоги у муніципалітеті Вуд-Буффало, а також виконує чартерні рейси по всім територіям західної частини Канади.

## Флот
Станом на січень 2010 року повітряний флот авіакомпанії складали наступні літаки:
- British Aerospace Jetstream 31 2 одиниці (1 — бізнес-конфігурація і 1 — для звичайних перевезень);
- Raytheon Beech 1900D — 1 одиниця;
- Raytheon Beech B99 — 1 одиниця;
- Raytheon Beech King Air B200 — 1 одиниця (використовується для аеромобільної медичної допомоги);
- Cessna 208 Caravan — 1 одиниця (амфібія для літнього сезону);
- Piper PA-31-350 Navajo Cheiftans — 2 одиниці;
- Cessna 207 — 1 одиниця;
- Cessna 206 — 1 одиниця;
- Cessna 185 — 1 одиниця (на поплавцях).